# 14 jours, 12 nuits
Pour les articles homonymes, voir La Mer à boire.
Pour plus de détails, voir Fiche technique et Distribution.
14 jours, 12 nuits est un film dramatique québécois réalisé par Jean-Philippe Duval, sorti en octobre 2019 lors du Festival du cinéma international en Abitibi-Témiscamingue.
Le 19 décembre 2020, le long-métrage est choisi pour représenter le Canada lors de la 93e cérémonie des Oscars dans la catégorie du meilleur film international à la suite de la disqualification du nouveau film de Deepa Metha, Funny Boy , ce dernier comportant une majorité de dialogues en anglais, la catégorie stipulant qu'une majorité de répliques en langue étrangère doit être observée dans le film pour le rendre éligible. 

## Synopsis
Un an après la mort de sa fille adoptive, Clara, Isabelle se rend au Vietnam, le pays d'origine de Clara, où elle fera la rencontre de la mère biologique avec qui Isabelle se liera d'amitié.

## Fiche technique
- Réalisation : Jean-Philippe Duval
- Scénario : Marie Vien
- Musique : Bertrand Chénier
- Décors : André-Line Beauparlant
- Costume : Judy Jonker
- Photo : Yves Bélanger
- Montage : Myriam Poirier
- Producteur : Antonello Cozzolino
- Distribution : Les Films Séville
- Budget : 4 300 000 $ CA
- Format : Couleur
- Durée : 99 minutes
- Pays :  Canada ( Québec)
- Langue : Français et vietnamien
- Date de sortie : 
  -  Québec : 30 octobre 2019 (Festival du cinéma international en Abitibi-Témiscamingue)
  -  Québec : 6 mars 2020

## Distribution
- Anne Dorval : Isabelle Brodeur
- Leanna Chea : Thuy Nguyen
- François Papineau : Pierre
- Laurence Barrette : Clara
- Ngoc Thoa : Anh Bui
- Than Thi Le Hang : Thao Tran
- Hiep Tran Nghia : Le concierge

## Récompenses et nominations

### Récompenses
- Gala Québec Cinéma 2020 :
  - Prix Iris de la meilleure direction de la photographie pour Yves Bélanger

### Nominations
- Prix Écrans canadiens 2020 :
  - Meilleure actrice de soutien pour Leanna Chea

- Gala Québec Cinéma 2020 :
  - Prix Iris de la meilleure actrice pour Anne Dorval
  - Prix Iris du meilleur montage pour Myriam Poirier